# Włodzimierz Talusz
Włodzimierz Talusz (ur. 1891 w Załużiu, zm. po 1933) – kapłan prawosławny, nowomęczennik.
Był synem psalmisty cerkiewnego Dymitra Talusza. Ukończył seminarium duchowne w Mińsku w 1912, po czym został nauczycielem w szkołach parafialnych. W 1914 został wcielony do armii carskiej i służył w niej przez całą I wojnę światową. Po podpisaniu traktatu pokojowego powrócił do wcześniejszej pracy. Dwa lata później przyjął święcenia kapłańskie i wrócił do cerkwi św. Jerzego Zwycięzcy w Załużiu, w której służył jego ojciec, jako proboszcz. Pracował w tej parafii do 1933, kiedy został aresztowany za przeprowadzanie wśród parafian zbiórki pieniędzy na opłacenie podatku nałożonego na instytucje religijne. W śledztwie oskarżono go o przewodzenie grupie kontrrewolucyjnej i skazany na 10 lat łagru. O jego dalszych losach brak informacji.
10 sierpnia 1989 został całkowicie zrehabilitowany. 28 października 1999 kanonizowany przez Egzarchat Białoruski Patriarchatu Moskiewskiego jako jeden z Soboru Nowomęczenników Eparchii Mińskiej. Od 2000 jest czczony w całym Rosyjskim Kościele Prawosławnym.